# Christophe Patry
Pour les articles homonymes, voir Patry.
Christophe Patry est un ancien joueur français de volley-ball né le 11 août 1965 à Deauville (Calvados). Il mesure 2,00 m et évoluait au poste de Central. Il est le père de Jean Patry, lui aussi joueur.

## Carrière
Il intégra la première promotion du Centre national de volley-ball en 1983, aux côtés de Patrick Duflos, 
Olivier Rossard, ou encore Philippe Salvan.
Il fut sélectionné en équipe de France en 1990/1991, et était considéré comme l'un des meilleurs contreurs français du débuts des années 1990.

## Palmarès
- Coupe de France
  - Finaliste : 1997